# Prambatan Kidul
Prambatan Kidul is een bestuurslaag in het regentschap Kudus van de provincie Midden-Java, Indonesië. Prambatan Kidul telt 7179 inwoners (volkstelling 2010).